# 李登輝之死
2020年7月30日19時24分，前中華民國總統兼中國國民黨主席李登輝因敗血性休克和多重器官衰竭在臺北榮民總醫院去世，終年97歲（虛齡98歲）。其遺體於23時移至臺北榮民總醫院懷恩堂。中華民國政府於臺北賓館設置「故李前總統緬懷追思會場」，共4.3萬人次前往悼念。
8月19日，中華民國總統府公告，李登輝告別禮拜在9月19日舉行於真理大學大禮拜堂，由家屬、治喪大員、政要、國際友人等參加，同時在淡江中學設立李登輝告別式「國民會場」供民眾參加，並進行現場直播。10月7日，李登輝安葬於國軍示範公墓特勳區。

## 生前狀況
李登輝近百歲高壽，曾患有糖尿病、腎臟病、心臟病與大腸癌等，心臟裝有許多支架，多次出入醫院。在2020年2月8日恰逢元宵節當天，李登輝在家中飲用牛奶時被嗆到，咳嗽不止，呼吸困難，被緊急送往台北榮總，經住院檢查發現兩側肺葉出現吸入性肺炎以及心臟衰竭，合併肺積水、腎損傷，隨即住院並接受醫院的全力救治。2月17日，李於病房區坐著輪椅活動時，突發心因性休克，醫療團隊立刻執行心肺復甦術並使用呼吸器，自此李前總統反覆陷入昏迷。由於年事已高，身患糖尿病等多重慢性病，抵抗力弱，李登輝住院的一百七十餘日內，反覆感染，7月30日臨終前，醫療團隊已使用最強效強心劑，但依然無法挽回，因李登輝是虔誠的長老教會基督徒，在夫人、女兒、女婿、孫女等家屬的陪伴下，由中山基督長老教會牧師葉啟祥主持臨終禮拜，眾人在病榻旁吟唱聖歌，也一起為李前總統祈禱，李前總統最後因為敗血性休克與多重器官衰竭，安詳辭世。

## 治喪

### 國民追思會

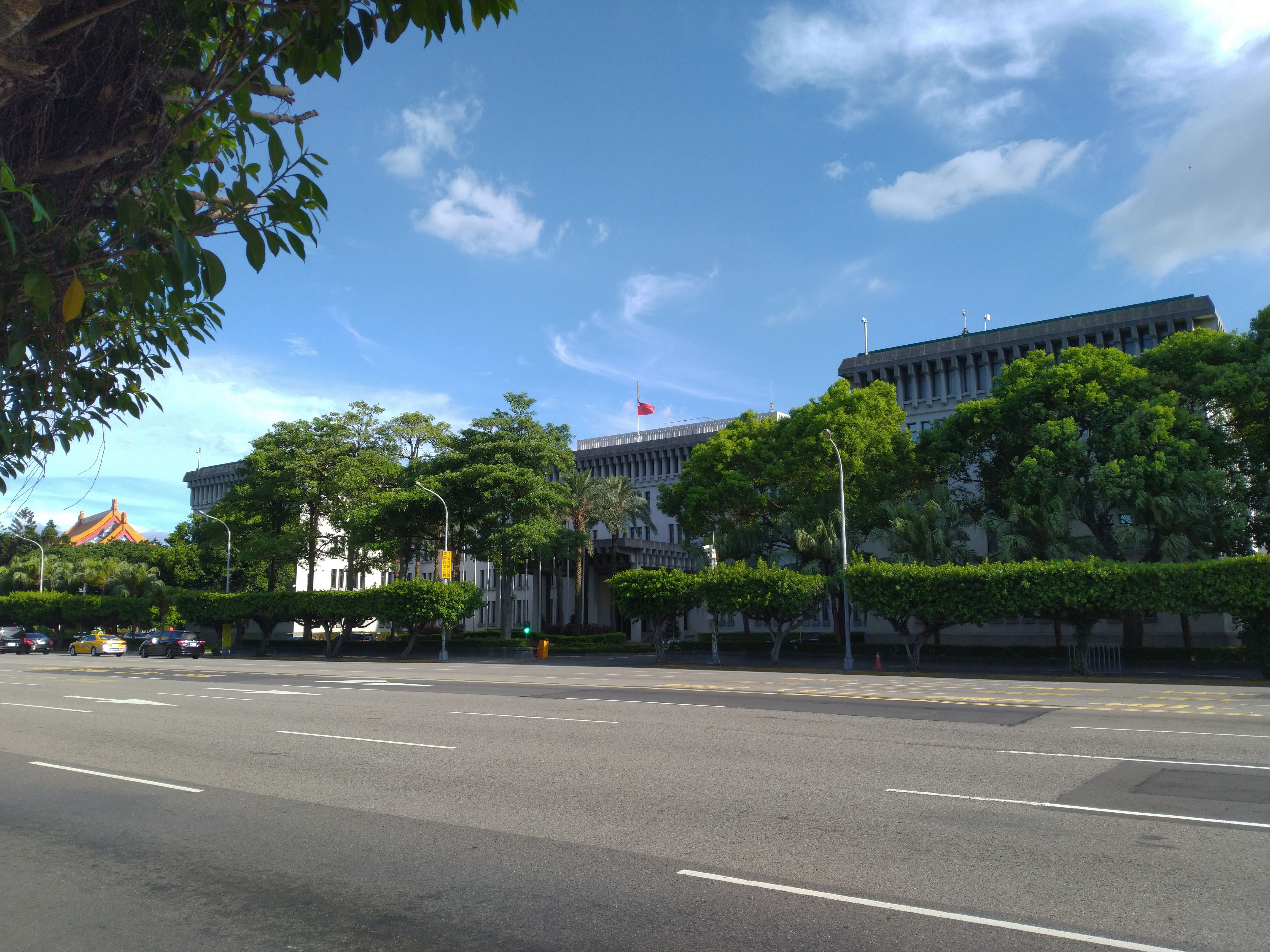
中华民国外交部因李登輝逝世下半旗。

李登輝逝世消息約于20時在各大媒體播出，各界悼念不斷。有疑似反李登輝者於台北榮總門口及李登輝生前所住的士林翠山莊等多個地方放鞭炮，紛紛遭到居民向臺北市政府警察局報案，究竟是李登輝支持者遵循喜丧傳統為李登輝「熱鬧送別」，還是先前網路上的揚言鬧事的韓國瑜支持者「實踐諾言」，臺北市政府警察局表示會持續關注。
中華民國總統府發言人丁允恭表示，關於李前總統治喪相關事宜，依往例由總統明令治喪大員，召開治喪大員會議，並成立工作小組，在尊重家屬的意願、符合體制及卸任元首身份的原則下，妥善辦理李前總統後事，目前官方11位大員中，確定有行政院長蘇貞昌、立法院長游錫堃、司法院長許宗力、考試院長伍錦霖、候任監察院長陳菊。31日上午秘書長蘇嘉全召開治喪工作會，並由蔡英文核定中午開始，各公務機關與公立學校、機構降半旗三日。8月1日至8月16日在台北賓館設李故總統登輝先生追思會場供民眾致哀，擇日舉行國葬，安葬於新北市汐止區五指山國軍示範公墓特勳區，國葬當日亦降半旗。
7月31日18時40分至22時，台北101大樓59樓到60樓外牆點燈悼念李登輝，文字內容為：「民之所欲，長在我心，民主自由，長在台灣，悼念 李前總統」。這也是台北101首度為國家元首點燈。
8月1日，早上10時才允許進場的追思會場，民眾9點多就在臺北賓館外排成30公尺的人龍，由於只允許獻上花束，不允許獻上體積較大的花牌、花籃、花圈等，許多想獻上花圈、花籃的民眾，因而不得其門而入。
8月2日，追思人潮絡繹不絕，排隊人龍在炎熱天氣中達到100公尺。到了11時，因為人潮無法消化，館方還一度改為兩人列隊進入追思會場，場內民眾多行合十禮、鞠躬禮、舉手禮或獻花致敬，不少民眾哀傷痛哭，甚至跪拜。
8月3日，總統府為體現國家對李前總統開創民主與多元新時代的敬意，任命32位治喪大員，由政府代表，以及李登輝的故舊、部屬，和中華民國朝野各主要政黨黨魁及民間意見領袖所組成；包括副總統賴清德、前副總統連戰、前副總統蕭萬長、行政院長蘇貞昌、立法院長游錫堃、司法院長許宗力、考試院長伍錦霖、監察院長陳菊、前立法院長王金平、前司法院長翁岳生、前考試院長許水德、前監察院長錢復、總統府秘書長李大維、前總統府秘書長吳伯雄、前總統府秘書長黃昆輝、國家安全會議秘書長顧立雄、前台灣省省長暨親民黨主席宋楚瑜、前總統府資政彭明敏、總統府資政辜寬敏、台積電創辦人張忠謀、國策顧問黃崑虎、總統府資政暨前中研院院長李遠哲、前央行總裁彭淮南、台塑總裁王文淵、總統府資政陳博志、中國國民黨主席江啟臣、台灣民眾黨主席暨台北市長柯文哲、時代力量代理黨主席暨立法委員邱顯智、台灣團結聯盟主席劉一德、內政部部長徐國勇、外交部部長吳釗燮、國防部部長嚴德發。
8月9日，日本前總理大臣（首相）森喜朗率领岸信夫（日本眾議院議員，首相安倍晉三胞弟）等日本国会九位跨党派议员抵达台北悼念李登辉。在随后晋见台湾总统蔡英文时，森喜朗表示他正在洗肾中，无法离开东京太久，但仍接受安倍之託付，率团來台。
8月11日，據總統府統計，到台北賓館追思會場悼念李登輝的民眾，已超過三萬人
。
8月12日，美國衛生部部長亚历克斯·阿扎到臺北賓館悼念李登輝，前一天他在台灣大學公衛學院的演講亦感謝李登輝的貢獻。
8月14日上午10時由葉啟祥牧師和黃春生牧師在台北濟南路長老教會主持火化禮拜，濟南路教會比照基督教世界國葬儀式，鳴鐘21響追念李登輝，教會外民眾持「李登輝公仔」送行。禮拜完畢後，移靈車隊繞行總統府廳舍一圈，總統府秘書長李大維、國安會秘書長顧立雄率文武官員及憲兵211營官兵向李登輝靈柩敬禮致意，凱道民眾紛紛合十，車隊沿愛國西路、羅斯福路、新生南路、辛亥路，前往臺北市第二殯儀館火化。下午，時年68歲的「演藝圈泛藍聯盟」總策畫鄭惠中，著黑衣，戴墨鏡，喬裝成悼念的民眾，手持數枚裝滿紅漆的氣球，進入臺北賓館追思會會場，突然將氣球砸向李登輝的照片，滿地狼藉。其後，臺北賓館關門作場地清潔，而鄭惠中則被臺北市政府警察局中正第一分局以現行犯逮捕調查，鄭惠中稱她「不喜歡李登輝」而前往破壞，總統府發表嚴正譴責，並將對其提告。
8月16日，台北賓館追思會場結束開放，據總統府統計，親臨會場悼念李登輝的民眾，共有43,067人
。

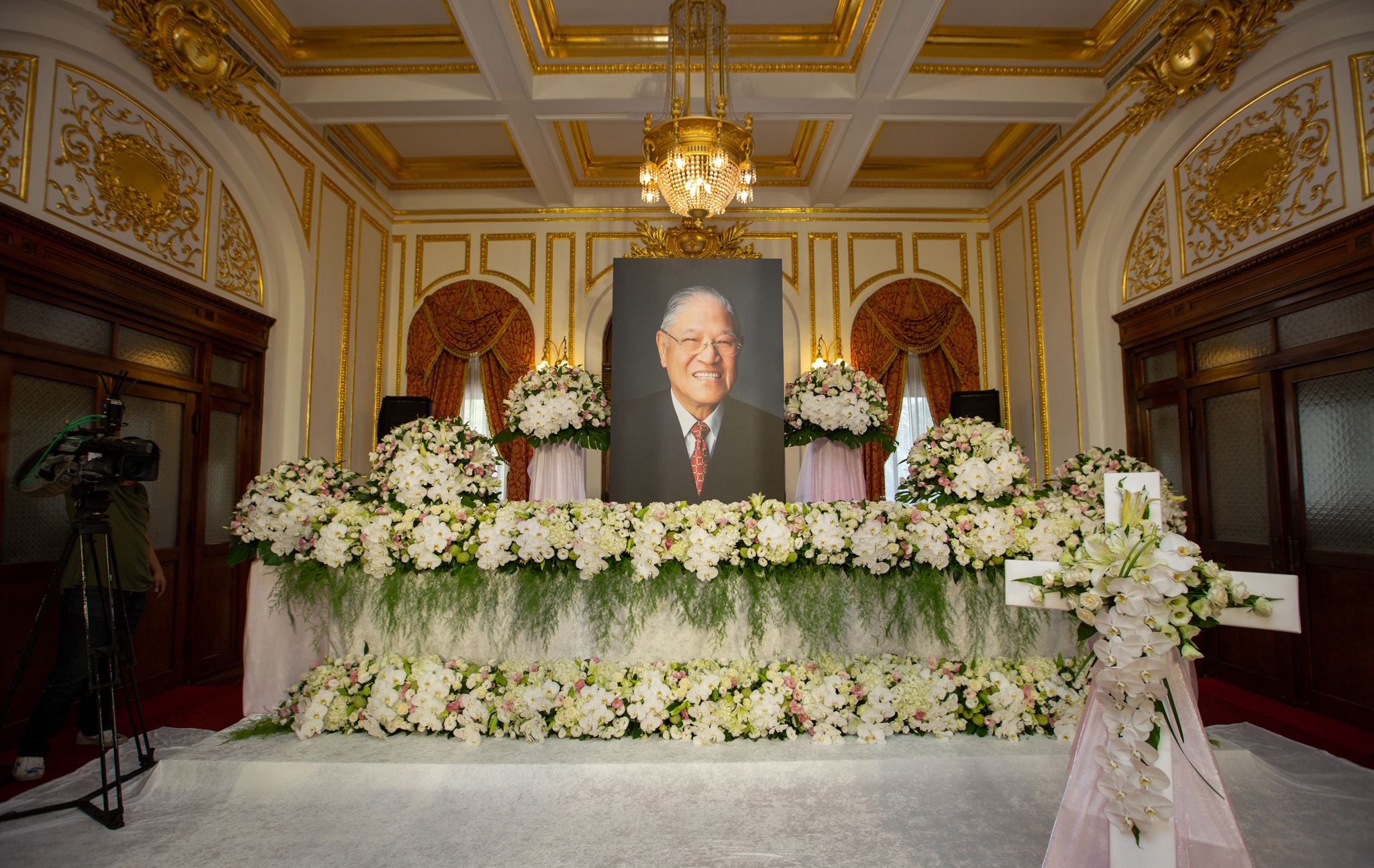
緬懷追思會場
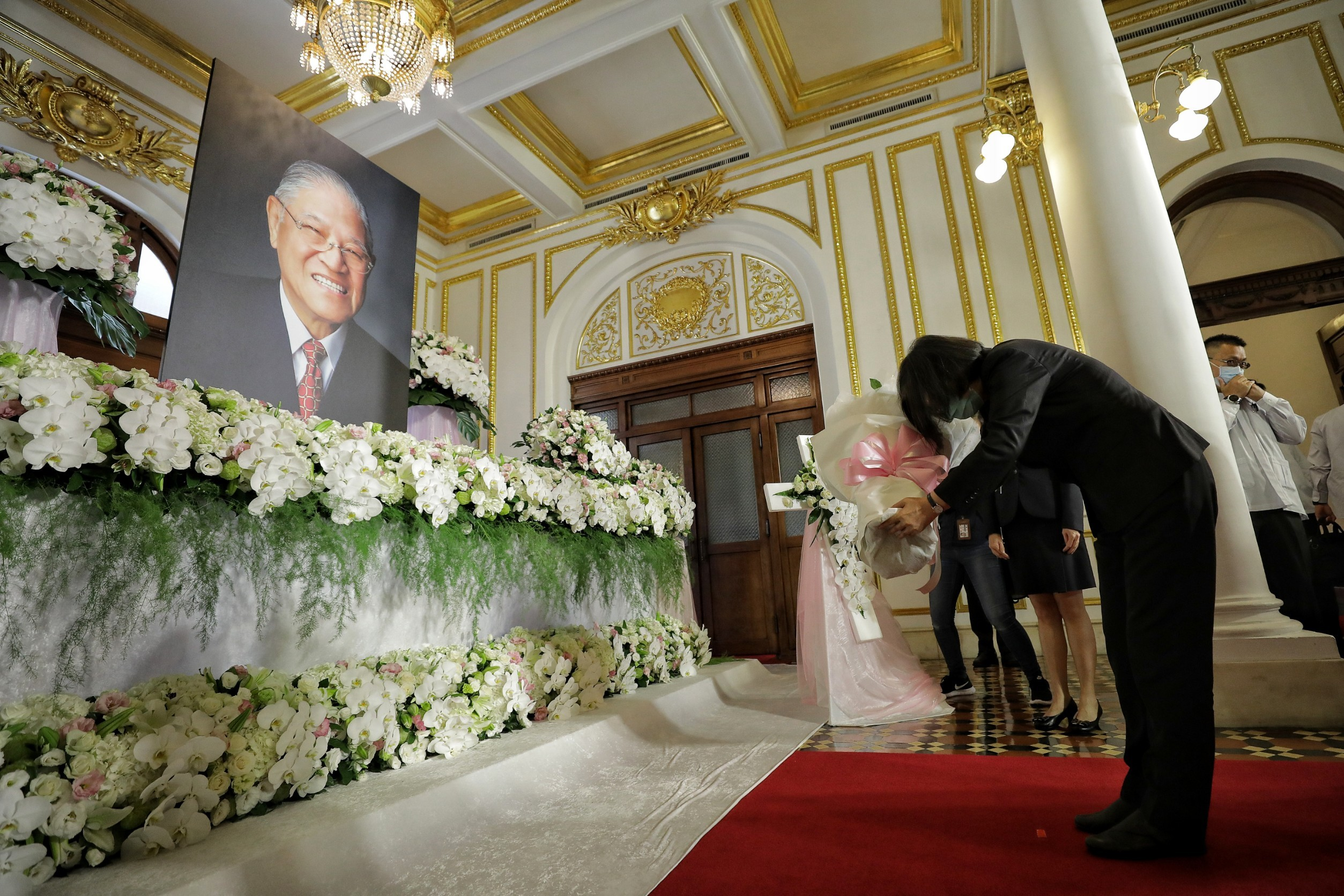
總統蔡英文在李登輝遺像前鞠躬及獻花致意
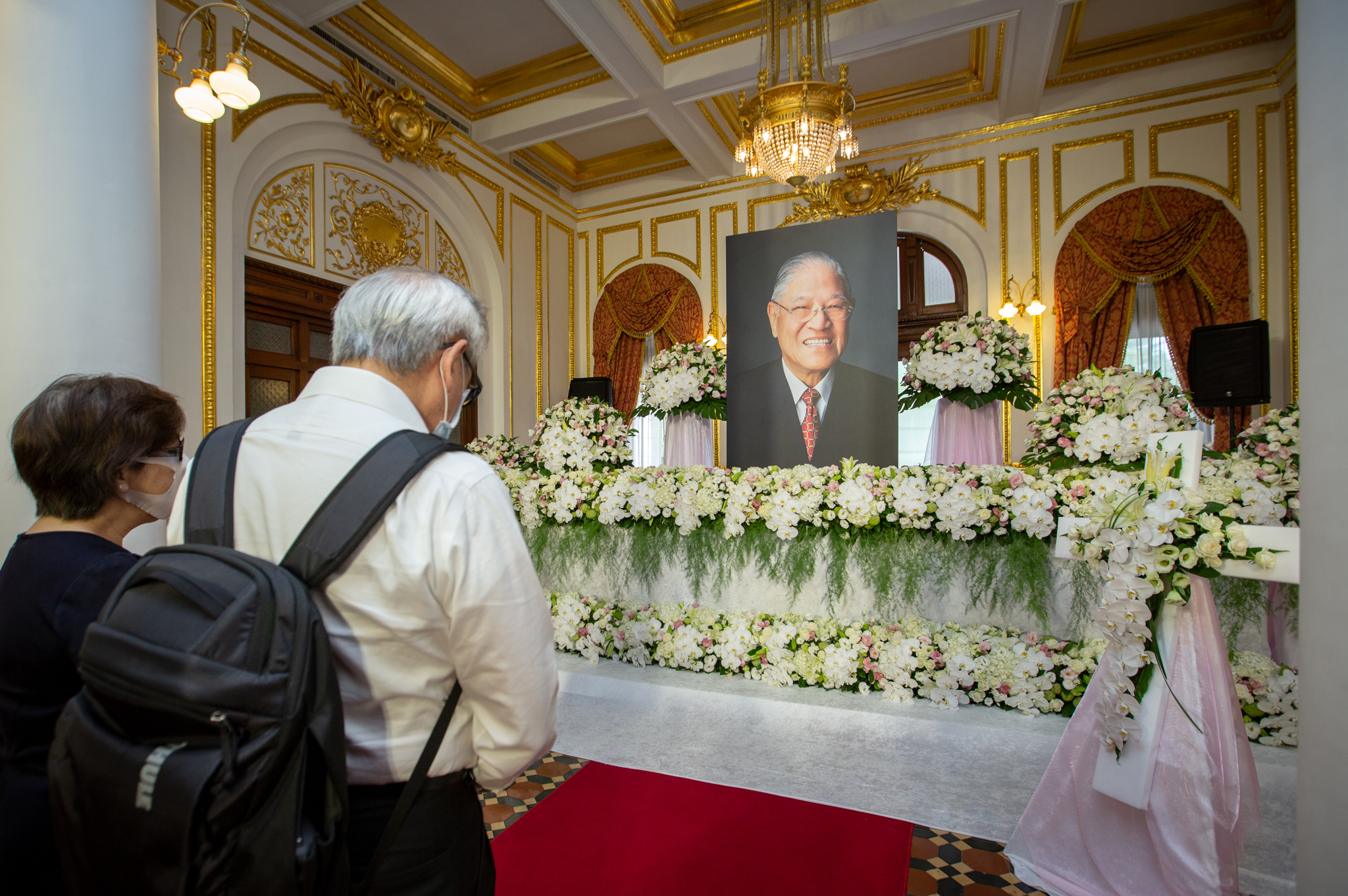
向李登輝遺像致意的民眾
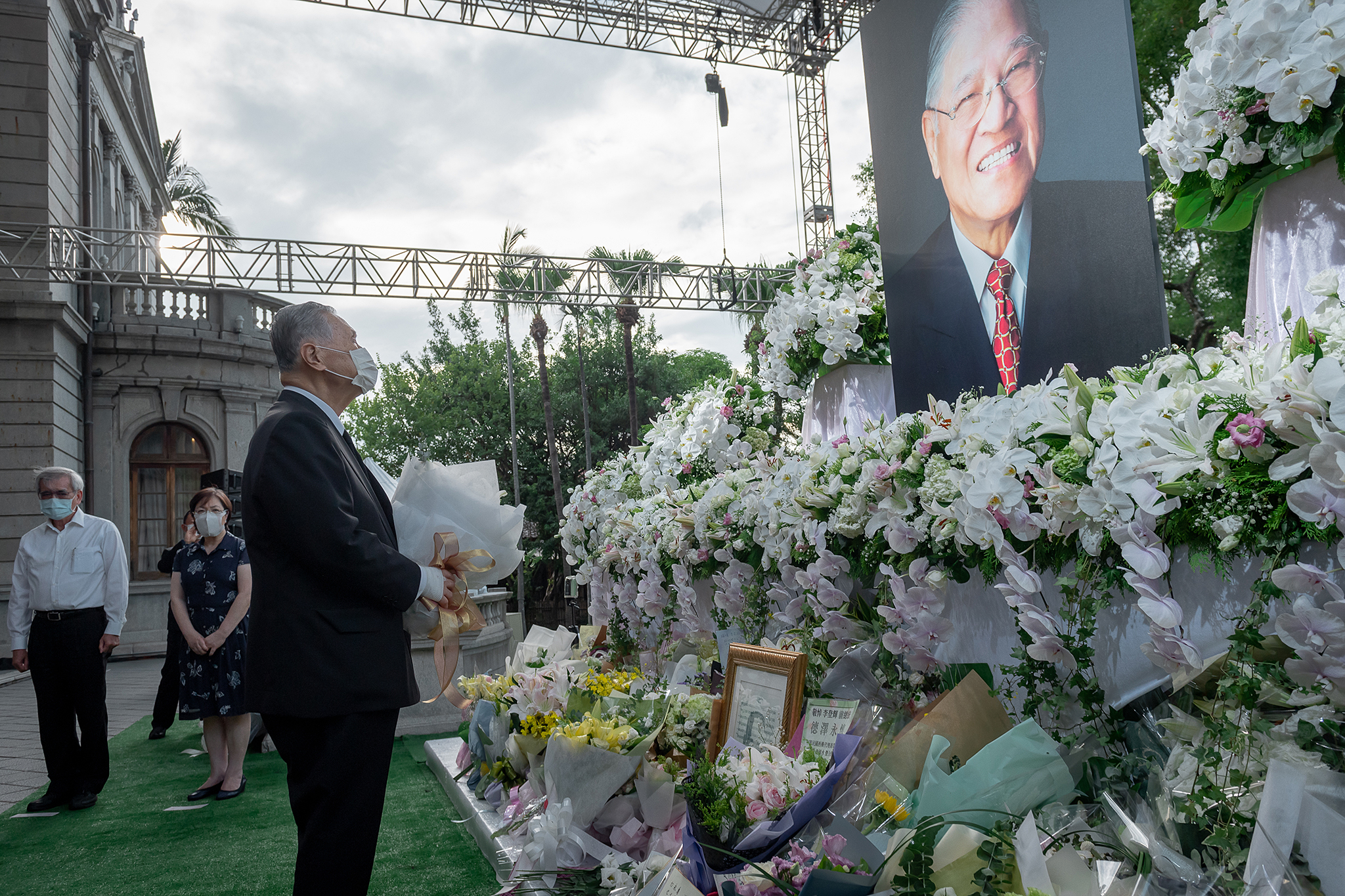
前日本首相森喜朗在李登輝遺像前獻花致意
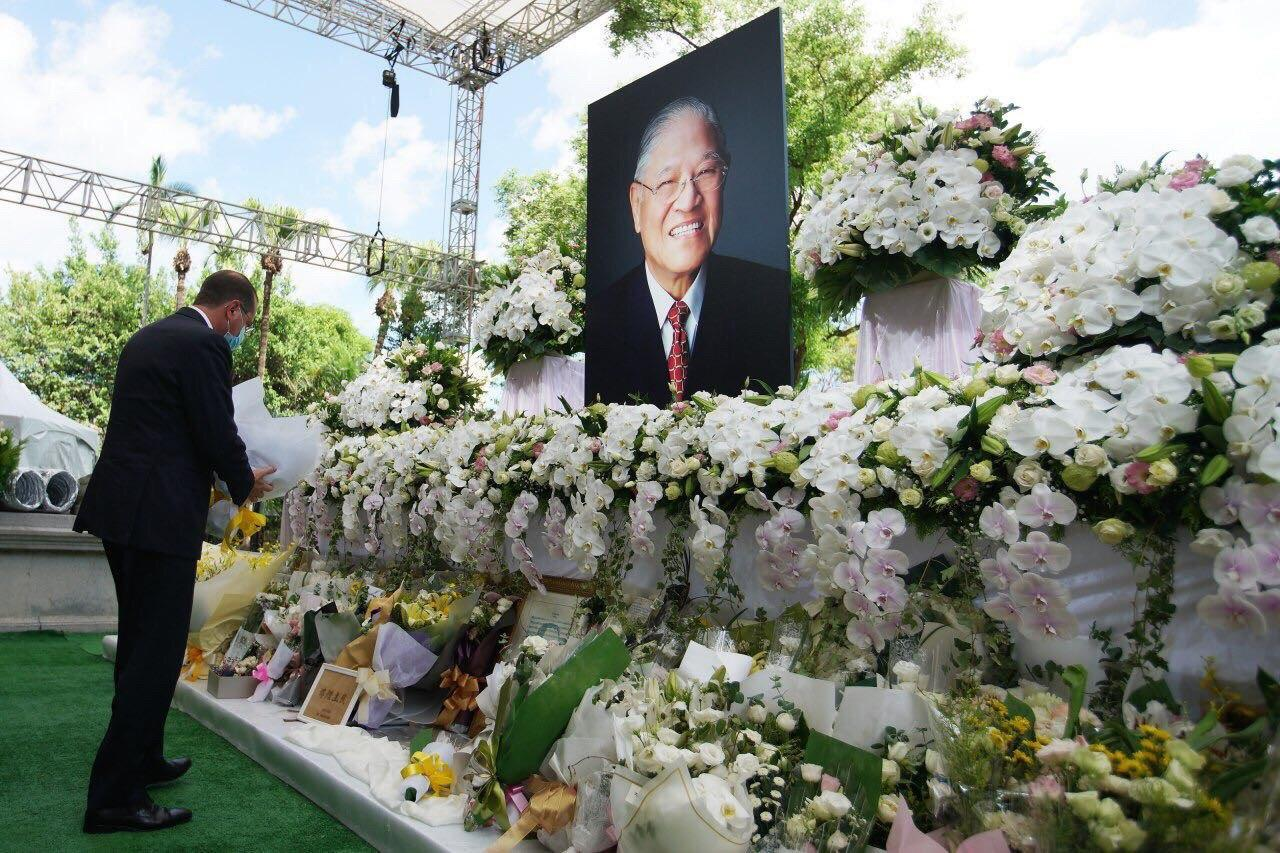
美國衛生及公共服務部部長亚历克斯·阿扎在李登輝遺像前獻花致意

### 告別禮拜
9月19日舉行告別式，在淡水真理大學大禮拜堂舉行告別禮拜，由總統蔡英文頒發褒揚令，裝著其骨灰的金甕由副總統賴清德及五院院長一同覆蓋國旗，美國國務院經濟能源次卿基思·克拉奇、日本前首相森喜朗到場出席。日本台灣交流協會宣讀日本甫退位的前首相安倍晉三親寫之悼詞致意，藏人精神領袖達賴十四世透過影片表達追思。
總統蔡英文頒發褒揚令，原文如下：

前總統李登輝，弘粹潛朗，誠實自然。誕出慶門，奇志蘊蓄，卒業國立臺灣大學；先後負笈遊學日美，嗣獲康乃爾大學農經博士學位，濬瀹窮覽，胸羅錦繡。返國敷教上庠，迭任行政院政務委員、臺北市市長、臺灣省政府主席暨副總統等職，扎根文化藝術美學，廣造鄰里公園國宅；完善交通運輸系統，遂行翡翠水庫興建；培訓八萬農業大軍，謀求城鄉區域平衡，明目達聰，片言立決。尤於十二年總統任內，召開朝野國是會議，推進六次修憲鼎革；終止動員戡亂時期，力促國會改選、總統直選；廢除金馬戰地政務，加速省府組織改造；提陳國家定位論述，別闢務實外交蹊徑，燕昭築臺，厲精更始；因時制宜，海宇歸心，誠有「寧靜革命」美譽，爰享「民主先生」令名。復規度兩岸關係架構，揭示戒急用忍要旨；執持社區總體營造，置辦全民健康保險；殫籌經貿南向政策，協成產業轉型契機，訏謨遠猷，懋績孔彰。綜其生平，肇啟本土自由民主歷程發展，透現臺灣主體意識戰略布局，經天緯地，脫古改新；功烈遐福，史書千秋。遽聞鶴齡殂殞，軫懷愴悼，應予明令褒揚，以示政府崇禮殊勳之至意。

總　　　統　蔡英文　　　　

行政院院長　蘇貞昌　　　　

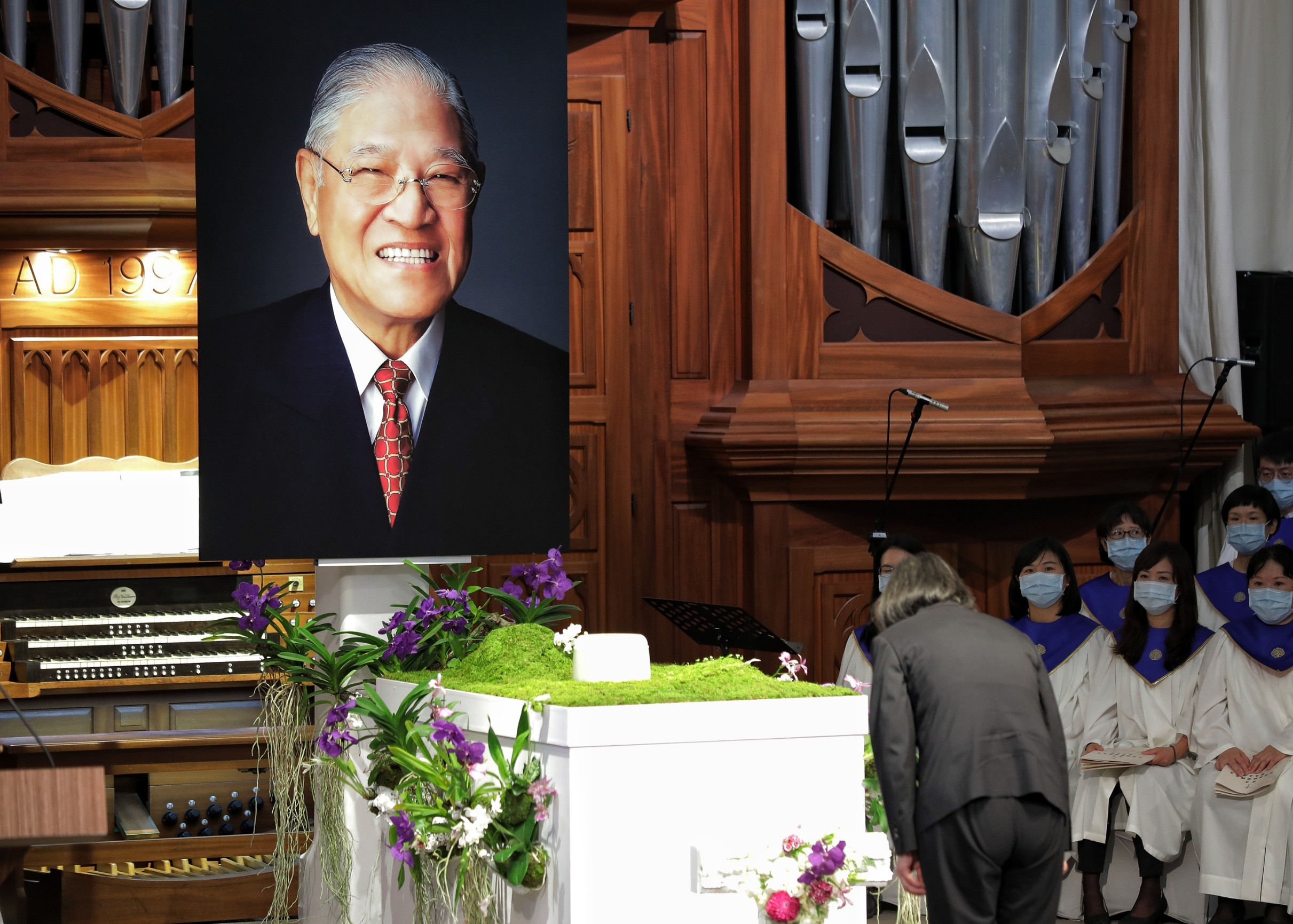
總統蔡英文在李登輝遺像前鞠躬致意
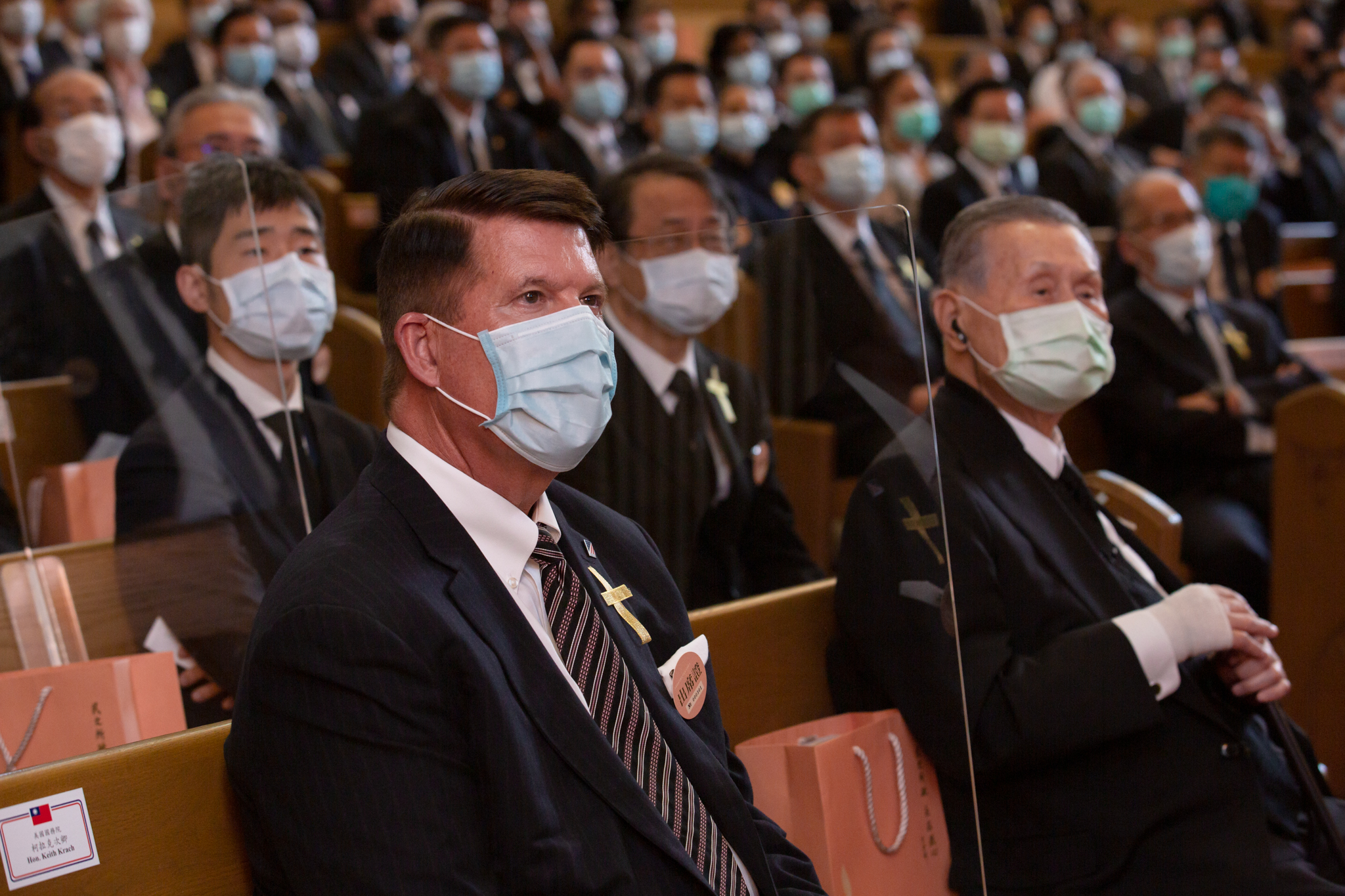
美國國務院經濟發展與能源環境次卿（英语：Under Secretary of State for Economic Growth, Energy, and the Environment）基思·克拉奇與前日本首相森喜朗出席
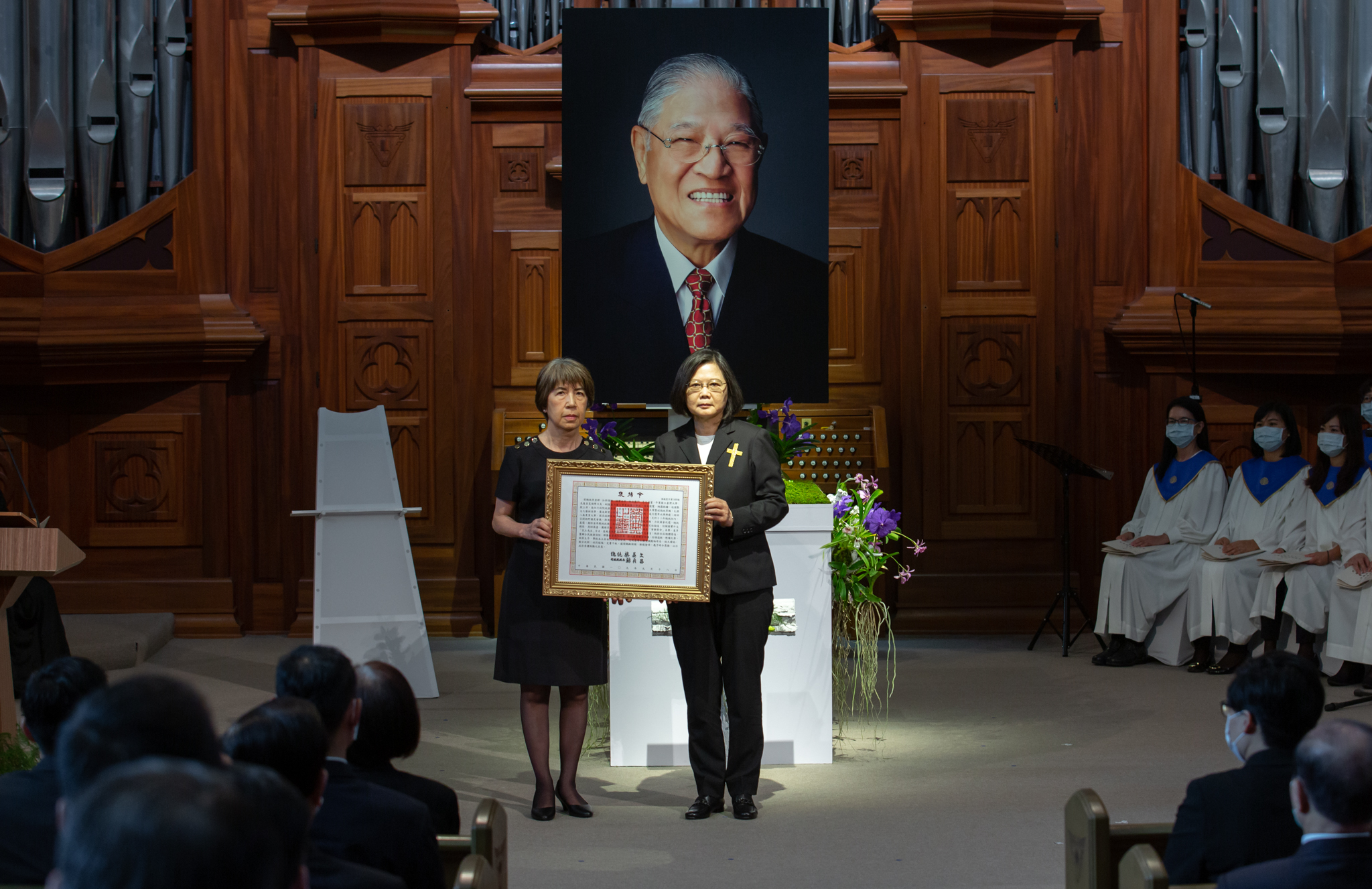
總統蔡英文頒發褒揚令，由李登輝女兒李安娜代表接受。

### 國葬儀式

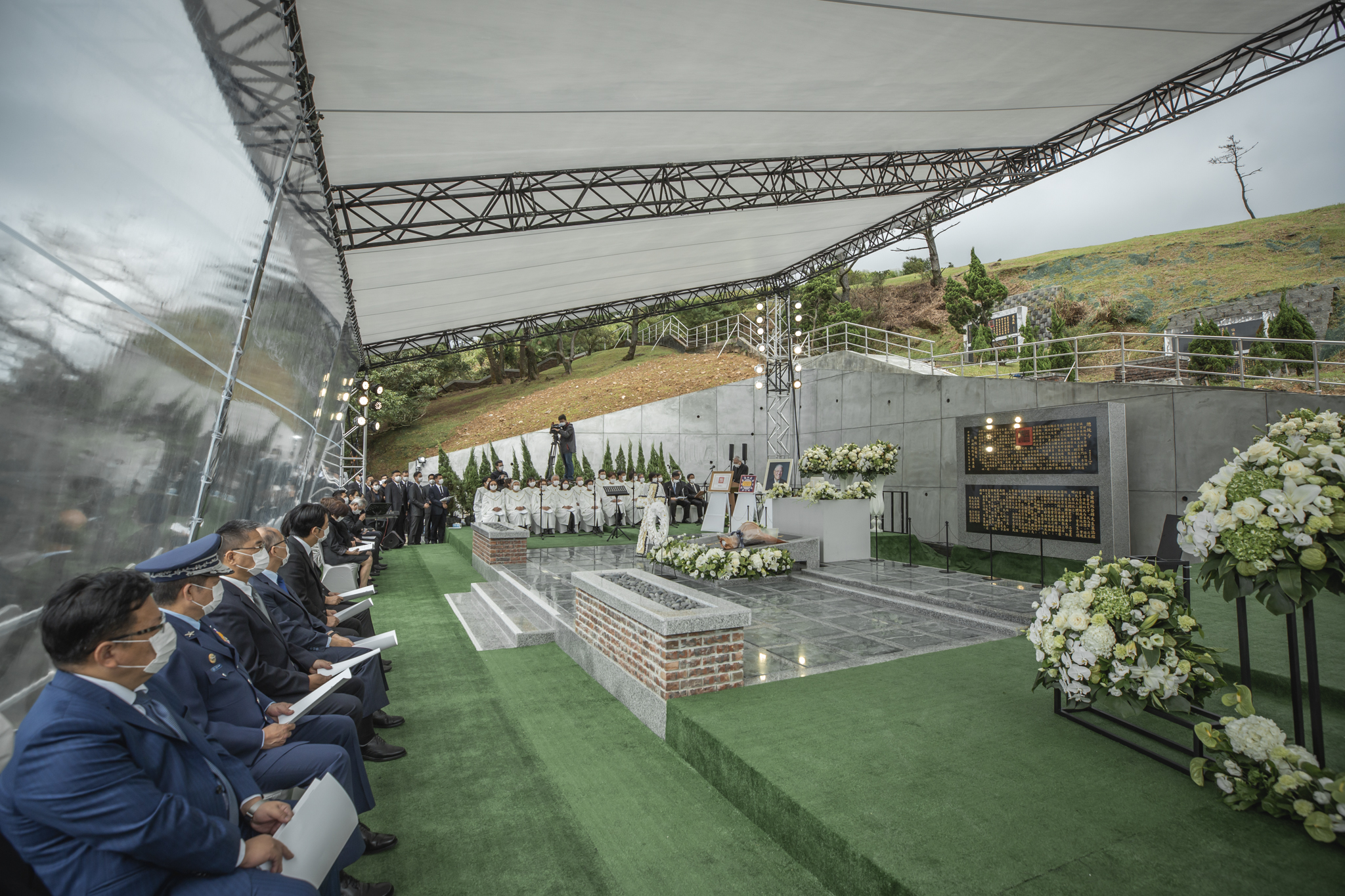
李登輝奉安禮拜

10月7日上午，李登輝奉安禮拜在五指山國軍示範公墓舉行，蔡英文、賴清德、總統府秘書長李大維、總統府副秘書長李俊俋、內政部長徐國勇、國防部副部長張哲平上將等人出席。

## 各方反應

### 中華民國
對於李登輝的逝世，中華民國政壇上的絕大部分政要，都分別發言或親臨追思會場悼念。總統蔡英文在臉書發文哀悼，指出李前總統是時代的開創者。他年輕時曾兩度負笈海外，學習新知，並將專業貢獻給故鄉。民主運動風起雲湧的年代，他領導國家，在威權反撲和民主理想之間，帶領台灣走過寧靜革命，讓台灣成為台灣人的台灣。李前總統對民主化理想的堅持，以及對國家主權的堅定態度，面對重重挑戰，帶領台灣走向民主。李前總統並不忌諱談論生死，因為意識到死亡的存在，才會思考活著的意義，他總是能夠開朗的面對人生必然的結局。「誠實自然」是他最喜歡的座右銘，這一生，他篤信力行，努力實踐。他是時代的開創者，是領導台灣前進的人，也是令人敬重的長者與前輩。李前總統九十八年的人生，經歷許多歷史的轉折。今天他與世長辭，也代表著台灣人走過了一段重重考驗的歷史，即將翻開迎向世界的新頁。李前總統雖然離世，但他把民主和自由留給台灣，這樣的精神，將會引領新時代的台灣人，勇敢面對下一階段的考驗，追求「生為台灣人的幸福」。願李前總統安息，也請家屬節哀。

### 國際
中華民國外交部陸續接獲友邦、美國、日本、歐洲等多國元首、政要及國際組織分別以不同方式對前總統李登輝辭世表達哀悼及慰問之意，外交部陸續接獲美國白宮及國家安全會議、帛琉總統、聖克理斯多福及尼維斯總督、中美洲銀行、中美洲議會、中美洲統合體等多國及國際組織政要及友人弔唁。重要友邦政要及領袖致哀者有：尼加拉瓜總統奧德嘉、副總統穆麗優、宏都拉斯總統葉南德茲、外長羅薩雷斯（Lisandro Rosales）、海地總統摩依士、總理朱特塞、外長喬塞德（Claude Joseph）、貝里斯總督楊可為、總理巴洛、聖文森及格瑞那丁總督朵根 、總理龔薩福、聖露西亞總理查士納、巴拉圭副總統韋拉斯格斯、國會參議院議長沙羅蒙（Óscar Salomón）、聖克里斯多福及尼維斯外交部長布蘭特利、帛琉共和國總統雷蒙傑索、聖克里斯多福及尼維斯總督席頓、總理哈里斯、巴拉圭外交部長里巴斯（Antonio Rivas）、史瓦帝尼外長札杜莉、尼加拉瓜國會議長博拉斯。此外，瓜地馬拉總統賈麥岱及巴拉圭總統阿布鐸分以臉書、推特發文與致函方式公開表達哀悼；史瓦帝尼王國外交部也以節略轉致總理安布罗斯·曼德武洛·德拉米尼代表史王恩史瓦帝三世及王母恩彤碧的悼唁詞。至於友好國家及國際友人方面，英國首相對臺貿易特使Lord Faulkner、斯洛伐克國會友臺小組主席Peter Osusky、加拿大安大略省省長道格·福特、多明尼加前總統費南德斯、南非前總統戴克拉克、中美洲議會議長德蕾翁（Nadia De León Torres）、中美洲統合體秘書長席瑞索（瓜地馬拉前總統）、 中美洲銀行總裁摩西、中美洲暨加勒比海盆地國會議長論壇執行秘書里瓦士（Santiago Rivas）、厄瓜多前總統Rosalía Arteaga Serrano、厄瓜多國會第一副議長César Solórzano、美國亞利桑那州州長Douglas A. Ducey分別以致函或在臉書、推特上推崇李前總統。英國、法國、比利時、波蘭、荷蘭、瑞典、捷克、加拿大、澳洲、紐西蘭、印度、南非、以色列、約旦、阿曼等國駐臺機關也分別在臉書或推特上推崇李前總統。其他表達慰問的國家包括：墨西哥、南非、秘魯、哥倫比亞、委內瑞拉、哥斯大黎加，以及尊者達賴喇嘛、索馬利蘭外交部及亞蔬-世界蔬菜中心等組織，也紛紛透過致函、致電、推特、臉書等不同方式傳達對李前總統的悼念與不捨。其他新增表達慰問的國家包括：阿根廷、厄瓜多、烏拉圭、玻利維亞、巴拿馬、巴西、智利、西班牙、葡萄牙、愛爾蘭、義大利、土耳其、蒙古、韓國、菲律賓、英國、法國、德國、歐盟等國家及國際組織的友台政要、媒體、智庫等各界人士，也紛紛透過致函、致電、推特、臉書等不同方式傳達對李前總統的悼念與不捨。外交部對於各國元首、閣揆、閣員、顯貴、國會議員、國際組織及友人的慰問表示由衷感謝。台灣政府將持續發揚李前總統的民主自由理念，持續捍衛得來不易的民主制度，並與理念相近國家深化合作，協助維護以規則為基礎的國際秩序。
據外交部統計，至8月7日時，除了台灣以外，全球共有來自79個國家及國際組織的超過900名政壇或其他重要人物，分別以發表聲明、致函、推文及官署降半旗等方式表達哀悼。
台灣有14個駐外館處（日本、印度、教廷、英國、斯洛伐克、聖露西亞、聖文森、阿根廷及美國芝加哥、休士頓、紐約、西雅圖、邁阿密及加拿大多倫多等），在辦公處所設置李前總統登輝追思禮堂，供各政要及國際友人前往悼念致哀。
各國政要及友人弔唁李登輝的有：

#### 美国
美國國務卿麥克·蓬佩奧發表聲明，代表美國人民對李登輝的去世表示誠摯哀悼。作為台灣首任民選總統，李登輝協助結束幾十年的威權統治，開創經濟繁榮、開放與法治的新時代。白宮國安會31日透過推特悼念，發布聲明稱：「我們代表美國人民，對失去敬愛的台灣前總統李登輝，向台灣人民致哀。我們很難過他7月30日辭世。李總統是台灣首位民選總統，且遵守任期限制卸任，稱「民主先生」李登輝是台灣現今民主體制的建設者，而台灣民主體制也是區域和全球以人為本的治理典範」。前白宮國安顧問約翰·波頓稱讚李登輝是偉大的民主領袖，極富遠見卻又實際，自由世界會想念他。華盛頓智庫2049計畫研究所主席薛瑞福也發表聲明稱，「我們的社群今天哀悼一位台灣政治的巨人和一位真正的民主旗手，李登輝總統。」美台商會會長韓儒伯在推特發文，貼出1995年6月李登輝訪美時在康奈爾大學對美台商會領導層發表講話時的合照悼念李登輝逝世，「對民主的承諾使他成為現代台灣之父。離開政府後，他也是建立民主體制和抵禦中華人民共和國霸權的一個有力聲音。中國共產黨稱他是『最大的分離主義分子──我們是否都能達到如此高峰！」。全球台灣研究中心在聲明中對李登輝過世表示哀悼， 該中心與台灣人民同感哀慟與不捨，並以感恩之心敬悼這位「改變台灣命運的偉人」。聲明也提到李登輝是第一位訪問美國的台灣總統，宣揚他以民為主，「民之所欲長在我心」的理念及台灣重返國際社會的期望，他對台灣的貢獻、給台灣人民帶來的民主與自由的福祉「將永遠活在人民心中，也永載台灣史冊。」 。台灣人公共事務會（FAPA）在聲明中說，李登輝在1998到2000年的總統任期內，歷經台灣從戒嚴法的獨裁到完全民主體制，他是台灣第一個本土出生的總統，也是第一個經人民普選產生的總統。1923年出生的李登輝在台灣、日本和美國接受教育，即使卸任總統後他還是一個非常有影響力的人物。美國在台協會則連續三日降半旗致哀。

#### 日本
日本首相安倍晉三推崇李前總統對於日台親善關係有巨大的貢獻，對於他的辭世感到悲慟至極。內閣官房長官菅義偉說李登輝不僅對日台關係的友好增進做出巨大貢獻，他讓自由、民主、基本人權、法治等普世價值在台灣扎根上扮演極重大的角色。長久以來稱李登輝為「臺灣爸爸」的東京都知事小池百合子在臉書發文表示，在李登輝身上明白領導能力、政治應有樣貌，以及後藤新平與八田與一兩人的功績等。自由民主黨幹事長二階俊博表示，李登輝是偉大的指導者，盡力處理與日本間的關係，希望為他祈求冥福。東京大學教授松田康博將李登輝定義為劃時代的偉大政治家，是「民主先生、台灣的國父、台灣第一外交官以及捍衛台灣的第一戰將」。《讀賣新聞》、《朝日新聞》、《產經新聞》、《日本經濟新聞》及《每日新聞》五大全國性報紙皆以頭版報導李登輝之死，肯定他是台灣民主化之父，留給台灣最重要的遺產就是台灣意識，以對抗中國壓力。日本台灣交流協會駐台北代表泉裕泰親赴台北賓館追思會場向李登輝遺像行禮，並向李登輝懇求，「在這個充滿不確定性的時代中，請您繼續保佑日本和台灣。」並寫下字條，祈願李登輝得享冥福。日本副首相麻生太郎、內閣官房長官菅義偉、內閣副官房長官西村明宏、前首相森喜朗、副外務大臣鈴木馨佑、國土交通大臣政務官佐佐木紀、東京都知事小池百合子、眾議員岸田文雄、眾議員岸信夫（安倍晉三胞弟）、眾議員岩屋毅、日華議員懇談會會長古屋圭司、眾議員木原稔、立憲民主黨代表暨眾議員枝野幸男等與駐日大使謝長廷聯袂出席東京追思禮堂，悼念李登輝。

#### 英国
英國在台辦事處發文表示，英國外交部對李登輝的逝世感到哀痛，強調他對台灣民主化過程扮演了重要的角色，帶領台灣從1980年代戒嚴過渡到1996年完全民主化，並稱「李博士對現今台灣人民能享有充滿活力的民主社會」有重大影響，值得受到讚揚。

#### 加拿大
加拿大駐台北貿易辦事處讚揚李登輝和台灣人民建立繁榮民主社會。加拿大駐台北貿易辦事處對李登輝逝世致哀，指出台灣在他的領導下，於1990年代實現快速經濟轉型，鞏固作為亞洲四小龍經濟體之一的地位，「李博士1996年贏得台灣首次大選，加拿大與台灣的友誼根源於包括民主在內的共同價值」，並讚揚李登輝和台灣人民建立基於普世價值和法治的繁榮民主社會。

#### 
澳洲駐台辦事處強調「對台灣第一位民選領導人 - 李登輝博士的辭世，我們深感哀傷」、「我們以他對台灣民主化、經濟發展，到人權所做的卓越貢獻為榮，他的精神永存於台灣現今這個充滿活力的社會」。澳洲駐台辦事處貼文最後寫道：「阿輝伯，永別了。」（Vale Lee Teng-hui）

#### 法國
法國在台協會表示：「臺灣民主先生李登輝先生於昨天逝世，臺灣各界深感哀痛，法國在台協會也感同身受。李登輝先生是台灣法治穩定與經濟發展的重要推手，我們希望他的典範能持續指引在亞洲與全世界共享普世價值並予以致力推廣的人們。最後，我們要對李先生的親友表達誠摯的慰問與哀悼之意。」

### 其他

#### 中国大陆
李登輝的死訊在中國大陸也引起廣泛關注。新华社于当日20时22分刊发快讯《台湾当局前领导人李登辉病亡》：
新华社台北7月30日电（记者吴济海、傅双琪）据台北荣民总医院消息，台湾当局前领导人李登辉30日在台北病亡，终年97岁。
《人民日报》纸版7月31日转发《台湾当局前领导人李登辉病亡》，并以极小的篇幅刊登在07版右下角。《環球時報》等大陸媒體亦以簡短、平鋪直敘的方式進行第一時間報導，而且均使用「病亡」兩字。新华社对李登辉之死的评价介於對蔣介石「死了」和蔣經國「逝世」之間，從中可看出中共對李登輝的評價。另外，「李登輝病亡」的話題標籤也一度登上了新浪微博熱搜榜首位。李生前主張兩國論，大陸部分媒体以諷刺、批評的語氣評價李登輝。《環球時報》總編輯胡錫進發文称，李登輝是曾經在重要關頭推動台灣「去中國化」的關鍵政客，「一定會在中國歷史上遺臭萬年」。国务院台湾事务办公室发言人朱凤莲在评论时表示，“台独”是一条走不通的绝路。国家统一、民族复兴的历史大势，任何人任何势力都无法阻挡。央视新闻评论称，李登辉是个大大的「民族罪人」，“遗臭万年”将会是他永远也甩不掉的历史标签。
西藏流亡政府領袖第十四世達賴喇嘛致函李登輝夫人曾文惠和其家屬表達哀悼之意，稱讚李登輝對台灣民主貢獻非凡，是他的朋友和藏人的盟友。西藏流亡政府行政首長洛桑桑蓋代表西藏流亡政府和西藏人民公開致電悼念前總統李登輝，並指李登輝的辭世，讓台灣人民和全世界的藏人同感悲痛。就李登輝文膽觀察，李登輝生前與達賴喇嘛私交甚篤，情同兄弟。

### 影射風波
網路上傳出「李登輝病逝」時，作家張大春於臉書寫下「恭喜恭喜！」，遭網友痛批，而後張大春稱是“道賀前一日的威力彩大獎得主”，更引發網友不滿。
藝人陳為民在臉書放上囍字圖，遭網友質疑時，陳為民則稱要慶祝「前女友結婚」，招來不少批評。
新黨青年委員會主席王炳忠在臉書寫下「終於死了」四個字，起初未指名道姓。湧入上萬則留言，絕大部分為批判。7月31日，王炳忠在个人节目回应称：“虽然我被台湾网友网暴，但我还是要说‘李登辉终于死了’！从开辟‘两国论’，到陈水扁、蔡英文一路沿着李登辉路线破坏两岸关系，李登辉的死标志着旧时代过去了，新的时代展现在我们面前，‘统独’选择也摆在我们面前。”

## 註解
1. ↑  臺灣喪葬的道教儀式中，對於八十歲以上享有五福的老人家喪事，鳴鑼打鼓、燃放鞭炮以讚其高壽。惟李登輝為基督徒，亦因此燃放鞭炮引發負面爭議。
2. ↑  「民之所欲，長在我心」為李登輝在康乃爾大學演講的題目，也是其生前名言。
3. ↑  同時在李登輝曾就讀過的淡江中學所屬大禮拜堂及演奏廳設置第二、三會場[25]。
4. ↑  新华社对另一位前中华民国总统严家淦的评价为“病逝”[55]。

## 外部連結
- 爆卦！NOWnews今日新聞網站被駭- 看板Gossiping - 批踢踢實業坊
- 告別李登輝專題 （页面存档备份，存于）